# Хуцураули, Владимир Алексеевич
Владимир Алексеевич Хуцураули (1923, село Тибаани, Сигнахский уезд, ССР Грузия — неизвестно, село Тибаани, Сигнахский район, Грузинская ССР) — бригадир колхоза села Тибаани Сигнахского района, Грузинская ССР. Герой Социалистического Труда (1966).

## Биография
Родился в 1923 году в крестьянской семье в селе Тибаани Сигнахского уезда. После окончания местной сельской школы трудился в сельском хозяйстве до призыва в 1942 году в Красную Армию по мобилизации. Член ВЛКСМ. Участвовал в Великой Отечественной войне. Воевал командиром отделения в составе 1225-го стрелкового полка 369-й стрелковой дивизии. В октябре 1943 года получил тяжёлое ранение. В феврале 1944 года после излечения в госпитале был комиссован в звании сержанта. Возвратился в родное село, где стал трудиться бригадиром полеводов в местном колхозе села Тибаани Сигнахского района.
Бригада под его руководством на протяжении двух десятилетий показывала высокие трудовые результаты в выращивании зерновых культур. Досрочно выполнила коллективное социалистическое обязательство и плановые задания Семилетки (1959—1965). Благодаря её трудовым показаниям колхоз по итогам Семилетки занял передовые позиции в социалистическом соревновании среди сельскохозяйственных предприятий Сигнахского района. Указом Президиума Верховного Совета СССР от 2 апреля 1966 года удостоена звания Героя Социалистического Труда за «достигнутые успехи в развитии сельского хозяйства, промышленности и науки Грузинской ССР» с вручением ордена Ленина и золотой медали «Серп и Молот» (№ 10883).
После выхода на пенсию проживал в родном селе Тибаани Сигнахского района. Дата смерти не установлена.
Награды
- Герой Социалистического Труда
- Орден Ленина
- Медаль «За отвагу» (06.11.1947)